# Proto-gan
 (février 2024).
Si vous disposez d'ouvrages ou d'articles de référence ou si vous connaissez des sites web de qualité traitant du thème abordé ici, merci de compléter l'article en donnant les références utiles à sa vérifiabilité et en les liant à la section « Notes et références ».
Proto-gan (原始贛語, Ngion-si Gon-ngi) ou gan archaïque (上古贛語, Song-gu Gon-ngi) ou encore Ganyue (干越語, Gon-yot Ngi) est la couche la plus ancienne de la langue gan moderne.
Le Jiangxi fut sinisé pour la première fois à la suite de l'installation militaire du Général Tu Sui (屠睢) durant la Dynastie Qin, en 221 av. J.-C. ; une langue créole apparut alors, le gan archaïque, mélangeant le chinois archaïque et les langues des aborigènes du sud, Chu, Wu et Yue. Le vocabulaire de cette couche est encore présent de nos jours.
| français     | gan moderne | chinois archaïque | Chu     | Wu    | Yue           |
| ------------ | ----------- | ----------------- | ------- | ----- | ------------- |
| plant de riz | 禾          | Chunqiu           |         |       |               |
| tard         | 晏          | Lisao             |         |       |               |
| cuire à feu  | 炙          | Shijing           |         |       |               |
| fils         | 崽          |                   | Fangyan |       |               |
| éclore       | 菢          |                   | Fangyan |       |               |
| feuille      | 箬          |                   | Shuowen |       |               |
| bébé         | 𤘅          |                   |         | Jiyun |               |
| il           | 渠          |                   |         | Jiyun |               |
| empoigner    | 𢱑          |                   |         | Jiyun |               |
| grenouille   | kɔt7        |                   |         |       | kəp7 (Maonan) |
| pénis        | lɔn3        |                   |         |       | lɔn5 (Dong)   |
| creuser      | lɛu1        |                   |         |       | lɐu1 (Dong)   |